# On the Road Live '92
On the Road Live '92 è un EP live dei Big Audio Dynamite II, pubblicato nel 1992.

## Tracce
1. Kool-Aid
2. Can't Wait
3. Innocent Child
4. Contact
5. Rush

## Formazione
- Mick Jones – voce, chitarra
- Nick Hawkins – chitarra, cori
- Gary Stonadge – basso, cori
- Chris Kavanagh – batteria, cori